# ها یون-سو
ها یون-سو (کره‌ای: 하연수؛ زادهٔ یو یون-سو در ۱۰ اکتبر ۱۹۹۰) بازیگر اهل کره جنوبی است.

## زندگی شخصی
در ۱۰ مه ۲۰۲۲ قراداد یون-سو با آژانس سابقش به پایان رسید و به ژاپن سفر کرد.

## فیلم‌شناسی

### مجموعه‌های تلویزیونی
| سال     | عنوان                     | نقش                       | شبکه              | منابع       |
| ------- | ------------------------- | ------------------------- | ----------------- | ----------- |
| ۲۰۱۳    | مونستار                   | مین سه-یی                 | ام‌نت              | [ ۴ ] [ ۵ ] |
| ۲۰۱۳–۱۴ | ستاره سیب‌زمینی ۲۰۱۳کیوآر۳ | نا جین-آه                 | تی‌وی‌ان            | [ ۶ ]       |
| ۲۰۱۴–۱۵ | ۴ جادوگر افسانه‌ای         | سو می-اوه                 | ام‌بی‌سی            | [ ۷ ]       |
| ۲۰۱۵–۱۶ | کونت اند د سیتی           | ها یون-سو                 | تی‌وی‌ان            | [ ۸ ]       |
| ۲۰۱۶    | نوشیدن تنهایی             | هوانگ جو-یون (قسمت۱–۲٬۱۶) | تی‌وی‌ان            |             |
| ۲۰۱۷    | اوه! الهه‌های عزیز زیرزمین | آیریس                     | آن‌استایل          | [ ۹ ]       |
| ۲۰۱۸    | مرد پولدار                | کیم بو-را                 | ام‌بی‌ان، دراما اکس | [ ۱۰ ]      |

### فیلم
| سال  | عنوان                   | نقش                  | منابع         |
| ---- | ----------------------- | -------------------- | ------------- |
| ۲۰۱۳ | زوج خیلی معمولی         | جو هیو-سون           | [ ۱۱ ]        |
| ۲۰۱۴ | Sunshowers (فیلم کوتاه) | یو-ری                | [ ۱۲ ]        |
| ۲۰۱۹ | رزباد                   | هونگ جانگ-می (جوانی) | [ ۱۳ ] [ ۱۴ ] |

### ورایتی شوها
| سال  | عنوان            | شبکه       | نقش          |
| ---- | ---------------- | ---------- | ------------ |
| ۲۰۱۹ | ترند با من فصل ۲ | کی‌بی‌اس جوی | عضو بازیگران |

### حضور در موزیک ویدئوها
| سال  | عنوان                                      | آرتیست  | منابع  |
| ---- | ------------------------------------------ | ------- | ------ |
| ۲۰۱۵ | " «بیا عاشق نشیم» (Let's Not Fall in Love) | بیگ بنگ | [ ۱۵ ] |
| ۲۰۱۹ | «قلب» (이 마음; Heart)                     | پانچ    | [ ۱۶ ] |